# Geraldine Brophy
Geraldine Brophy (nacida en 1961) es una actriz de teatro, cine y televisión, directora de teatro y dramaturga neozelandesa nacida en Gran Bretaña.

## Biografía
Brophy nació en Birmingham, Inglaterra, de padres irlandeses. Ella y su familia emigraron a Nueva Zelanda en 1972, cuando ella tenía 12 años. Asistió al Sacred Heart College en Lower Hutt. Dejó la escuela cuando tenía 16 años y recibió su primer papel actoral profesional en 1983, en el Centrepoint Theatre de Palmerston North. Al año siguiente se unió a la compañía Fortune Theatre en Dunedin y durante diez años fue miembro principal de la compañía Court Theatre en Christchurch. También ha aparecido en Downstage Theatre y Circa Theatre en Wellington y Auckland Theatre Company. En 2002, Brophy interpretó el papel principal en la producción de la Compañía de Actores de Nueva Zelanda de El rey Lear de Shakespeare, Leah.
La primera aparición cinematográfica de Brophy fue en la película Home Movie de Fiona Samuel en 1997, por la que ganó el Premio a la Mejor Actriz de Cine y Televisión de Nueva Zelanda. Después de este papel, fue elegida como la recepcionista Moira Crombie en la telenovela Shortland Street, e interpretó el personaje durante 4 años. En la década de 2000, Brophy apareció en producciones cinematográficas y televisivas, incluida una temporada de Dancing with the Stars , durante la cual resultó herida y requirió cirugía.
En 2003, Brophy comenzó a escribir obras de teatro. Su primera obra fue The Viagra Monologues, seguida en 2004 por Mary’s Gospel y Confessions of a Chocoholic. También ha escrito Real Estate, The Paradise Package y The Merry Wives of Windsor Avenue, que fue encargado por Downstage y Centrepoint Theatres en 2008. Brophy y su hija Beatrice Joblin coescribieron Ladies A Plate.
Brophy también ha dirigido obras de teatro. En 2007, dirigió Finding Murdoch para Downstage Theatre, Doubt para Court Theatre y Wednesday To Come  Al año siguiente dirigió Under Milk Wood para el Court Theatre.
En 2023, recibió un Pergamino de Honor del Variety Artists Club de Nueva Zelanda por sus servicios al entretenimiento.

## Filmografía

### Películad
| Año  | Título                     | Papel           | Notas       |
| ---- | -------------------------- | --------------- | ----------- |
| 2019 | Births, Deaths & Marriages | Aunty Ngaire    | [ 9 ]       |
| 2017 | Pork Pie                   | Andy            | [ 9 ]       |
| 2012 | Eternity                   | Veronica        | [ 9 ]       |
| 2011 | Hook, Line and Sinker      | Bernadette      | [ 9 ]       |
| 2011 | The Devil's Rock           | Vpz del demonio | [ 9 ]       |
| 2008 | Second Hand Wedding        | Jill Rose       | [ 9 ]       |
| 2007 | The Water Horse            | Gracie          | [ 10 ]      |
| 2004 | In My Father's Den         | Det. Farnon     | [ 3 ] [ 9 ] |

### Televisión
| Año       | Título                        | Papel                | Notas  |
| --------- | ----------------------------- | -------------------- | ------ |
| 2014      | How to Murder Your Wife       | Betty Benning        | [ 9 ]  |
| 2012      | Siege                         | Kris McGehan         | [ 9 ]  |
| 2009      | Dancing with the Stars        | Herself (contestant) | [ 9 ]  |
| 2007      | Outrageous Fortune            | Mrs Haggerty         | [ 9 ]  |
| 2007      | Welcome to Paradise           |                      | [ 11 ] |
| 2005      | Maddigan's Quest              | Ida                  | [ 9 ]  |
| 2005      | The Insider's Guide to Love   | Trish                | [ 9 ]  |
| 2005-2006 | Seven Periods with Mr Gormsby | Marion Patterson     | [ 9 ]  |
| 2004      | Serial Killers                | Sandy                | [ 9 ]  |
| 1997-2001 | Shortland Street              | Moira Crombie        | [ 9 ]  |
| 1997      | Home Movie                    | Bridie               | [ 9 ]  |

## Vida personal
Brophy está casada con el actor Ross Joblin y tiene dos hijas. Su hija Beatrice Joblin es escritora, directora y productora.